# SK Chikhura Sachkhere
El SK Chikhura Sachkhere és un club de futbol de Geòrgia, de la ciutat de Sachkhere.
El nom Chikhura deriva del nom d'un riu de la ciutat. Va ser fundat el 1938. Anteriorment s'ha anomenat Spartaki, Kolmeurne i Peikari.
En competició europea eliminà el club Bursaspor a la segona ronda de la lliga Europa de la temporada 2014-15.

## Palmarès
- Supercopa georgiana de futbol (1):
  - 2013
- Copa georgiana de futbol (1):
  - 2017
- Segona Divisió:
  - 2005-06, 2011-12